# Partecipanti al Bretagne Classic Ouest-France 2022
Elenco dei partecipanti alla Bretagne Classic Ouest-France 2022.
La Bretagne Classic Ouest-France 2022 è stata l'ottantaseiesima edizione della corsa. Alla competizione presero parte 24 squadre: le 18 iscritte all'UCI World Tour 2022 e 6 UCI ProTeam.
Partenza con 166 ciclisti accreditati.

## Corridori per squadra
Nota: R ritirato, NP non partito, FT fuori tempo, SQ squalificato
| AG2R Citroën Team    | AG2R Citroën Team      | AG2R Citroën Team    | Quick-Step Alpha Vinyl Team        | Quick-Step Alpha Vinyl Team        | Quick-Step Alpha Vinyl Team        | Ineos Grenadiers       | Ineos Grenadiers       | Ineos Grenadiers       |
| -------------------- | ---------------------- | -------------------- | ---------------------------------- | ---------------------------------- | ---------------------------------- | ---------------------- | ---------------------- | ---------------------- |
| N°                   | Ciclista               | Clas.                | N°                                 | Ciclista                           | Clas.                              | N°                     | Ciclista               | Clas.                  |
| 1                    | Benoît Cosnefroy       | 20°                  | 11                                 | Andrea Bagioli                     | 83°                                | 21                     | Eddie Dunbar           | 90°                    |
| 2                    | Mikaël Cherel          | 77°                  | 12                                 | Davide Ballerini                   | 136°                               | 22                     | Jhonatan Narváez       | 43°                    |
| 3                    | Stan Dewulf            | 48°                  | 13                                 | Josef Černý                        | R                                  | 23                     | Salvatore Puccio       | 116°                   |
| 4                    | Aurélien Paret-Peintre | 40°                  | 14                                 | Tim Declercq                       | 103°                               | 24                     | Brandon Rivera         | 136°                   |
| 5                    | Oliver Naesen          | 7°                   | 15                                 | Mikkel Honoré                      | 16°                                | 25                     | Luke Rowe              | 123°                   |
| 6                    | Valentin Retailleau    | R                    | 16                                 | Mauro Schmid                       | 28°                                | 26                     | Ben Swift              | R                      |
| 7                    | Clément Venturini      | 23°                  | 17                                 | Zdeněk Štybar                      | 120°                               | 27                     | Elia Viviani           | 52°                    |
| Team Arkéa-Samsic    | Team Arkéa-Samsic      | Team Arkéa-Samsic    | B&B Hotels-KTM                     | B&B Hotels-KTM                     | B&B Hotels-KTM                     | Trek-Segafredo         | Trek-Segafredo         | Trek-Segafredo         |
| N°                   | Ciclista               | Clas.                | N°                                 | Ciclista                           | Clas.                              | N°                     | Ciclista               | Clas.                  |
| 31                   | Warren Barguil         | 13°                  | 41                                 | Cyril Barthe                       | 100°                               | 51                     | Jon Aberasturi         | 105°                   |
| 32                   | Donavan Grondin        | 56°                  | 42                                 | Franck Bonnamour                   | 75°                                | 52                     | Filippo Baroncini      | R                      |
| 33                   | Connor Swift           | 87°                  | 43                                 | Pierre Rolland                     | 35°                                | 53                     | Markus Hoelgaard       | 41°                    |
| 34                   | Romain Hardy           | R                    | 44                                 | Cyril Gautier                      | 108°                               | 54                     | Alexander Kamp         | 3°                     |
| 35                   | Kévin Vauquelin        | 29°                  | 45                                 | Alexis Gougeard                    | 49°                                | 55                     | Otto Vergaerde         | 113°                   |
| 36                   | Laurent Pichon         | 73°                  | 46                                 | Axel Laurance                      | 2°                                 | 56                     | Toms Skujiņš           | 9°                     |
| 37                   | Hugo Hofstetter        | 63°                  | 47                                 | Luca Mozzato                       | 68°                                | 57                     | Emīls Liepiņš          | 51°                    |
| Groupama-FDJ         | Groupama-FDJ           | Groupama-FDJ         | Israel-Premier Tech                | Israel-Premier Tech                | Israel-Premier Tech                | Bora-Hansgrohe         | Bora-Hansgrohe         | Bora-Hansgrohe         |
| N°                   | Ciclista               | Clas.                | N°                                 | Ciclista                           | Clas.                              | N°                     | Ciclista               | Clas.                  |
| 61                   | David Gaudu            | 93°                  | 71                                 | Guillaume Boivin                   | 66°                                | 81                     | Giovanni Aleotti       | 33°                    |
| 62                   | Arnaud Démare          | 122°                 | 72                                 | Simon Clarke                       | 30°                                | 82                     | Cesare Benedetti       | 106°                   |
| 63                   | Lewis Askey            | 65°                  | 73                                 | Krists Neilands                    | 44°                                | 83                     | Patrick Gamper         | 126°                   |
| 64                   | Kevin Geniets          | 72°                  | 74                                 | Giacomo Nizzolo                    | 50°                                | 84                     | Lukas Pöstlberger      | 125°                   |
| 65                   | Stefan Küng            | 70°                  | 75                                 | Dylan Teuns                        | 38°                                | 85                     | Ide Schelling          | 86°                    |
| 66                   | Michael Storer         | 91°                  | 76                                 | Jakob Fuglsang                     | 117°                               | 86                     | Frederik Wandahl       | R                      |
| 67                   | Valentin Madouas       | 15°                  |                                    |                                    |                                    | 87                     | Ben Zwiehoff           | 101°                   |
| TotalEnergies        | TotalEnergies          | TotalEnergies        | Movistar Team                      | Movistar Team                      | Movistar Team                      | EF Education-EasyPost  | EF Education-EasyPost  | EF Education-EasyPost  |
| N°                   | Ciclista               | Clas.                | N°                                 | Ciclista                           | Clas.                              | N°                     | Ciclista               | Clas.                  |
| 91                   | Mathieu Burgaudeau     | 11°                  | 101                                | Alex Aranburu                      | 12°                                | 111                    | Magnus Cort Nielsen    | 46°                    |
| 92                   | Fabien Doubey          | 128°                 | 102                                | Jorge Arcas                        | 67°                                | 112                    | Stefan Bissegger       | 109°                   |
| 93                   | Pierre Latour          | 21°                  | 103                                | William Barta                      | 131°                               | 113                    | Jens Keukeleire        | 54°                    |
| 94                   | Daniel Oss             | R                    | 104                                | Iván García Cortina                | 57°                                | 114                    | Sebastian Langeveld    | 135°                   |
| 95                   | Julien Simon           | 74°                  | 105                                | Vinícius Rangel                    | 84°                                | 115                    | Andrea Piccolo         | 10°                    |
| 96                   | Peter Sagan            | 107°                 | 106                                | Sergio Samitier                    | R                                  | 116                    | Marijn van den Berg    | 37°                    |
| 97                   | Anthony Turgis         | 118°                 | 107                                | Gonzalo Serrano                    | 34°                                | 117                    | Łukasz Wiśniowski      | 134°                   |
| Bahrain Victorious   | Bahrain Victorious     | Bahrain Victorious   | Team BikeExchange-Jayco            | Team BikeExchange-Jayco            | Team BikeExchange-Jayco            | Team DSM               | Team DSM               | Team DSM               |
| N°                   | Ciclista               | Clas.                | N°                                 | Ciclista                           | Clas.                              | N°                     | Ciclista               | Clas.                  |
| 121                  | Yukiya Arashiro        | 58°                  | 131                                | Michael Matthews                   | 27°                                | 141                    | Søren Kragh Andersen   | R                      |
| 122                  | Damiano Caruso         | 98°                  | 132                                | Tsgabu Grmay                       | R                                  | 142                    | Pavel Bittner          | 42°                    |
| 123                  | Johan Price-Pejtersen  | 96°                  | 133                                | Jan Maas                           | 64°                                | 143                    | Romain Combaud         | 115°                   |
| 124                  | Jan Tratnik            | 14°                  | 134                                | Tanel Kangert                      | R                                  | 144                    | Chris Hamilton         | 76°                    |
| 125                  | Stephen Williams       | 139°                 | 135                                | Luka Mezgec                        | R                                  | 145                    | Leon Heinschke         | 80°                    |
| 126                  | Kamil Gradek           | R                    | 136                                | Dion Smith                         | R                                  | 146                    | Martijn Tusveld        | 114°                   |
| 127                  | Matevž Govekar         | 129°                 | 137                                | Matteo Sobrero                     |                                    | 147                    | Kevin Vermaerke        | R                      |
| UAE Team Emirates    | UAE Team Emirates      | UAE Team Emirates    | Cofidis                            | Cofidis                            | Cofidis                            | Astana Qazaqstan Team  | Astana Qazaqstan Team  | Astana Qazaqstan Team  |
| N°                   | Ciclista               | Clas.                | N°                                 | Ciclista                           | Clas.                              | N°                     | Ciclista               | Clas.                  |
| 151                  | Tadej Pogačar          | 89°                  | 161                                | Guillaume Martin                   | 92°                                | 171                    | Joseph Dombrowski      | R                      |
| 152                  | Oliviero Troia         | NP                   | 162                                | Ion Izagirre                       | 19°                                | 172                    | Christian Scaroni      | 25°                    |
| 153                  | Ryan Gibbons           | 53°                  | 163                                | François Bidard                    | 82°                                | 173                    | Evgenij Gidič          | R                      |
| 154                  | Matteo Trentin         | 88°                  | 164                                | Anthony Perez                      | 124°                               | 174                    | Jurij Natarov          | 127°                   |
| 155                  | Diego Ulissi           | 26°                  | 165                                | Pierre-Luc Périchon                | R                                  | 175                    | Andrej Zejc            | 99°                    |
| 156                  | Vegard Stake Laengen   | 85°                  | 166                                | Benjamin Thomas                    | 8°                                 | 176                    | Simone Velasco         | 47°                    |
| 157                  | Rui Oliveira           | 36°                  | 167                                | Axel Zingle                        | 132°                               | 177                    | Valerio Conti          | 97°                    |
| Jumbo-Visma          | Jumbo-Visma            | Jumbo-Visma          | Intermarché-Wanty-Gobert Matériaux | Intermarché-Wanty-Gobert Matériaux | Intermarché-Wanty-Gobert Matériaux | Lotto Soudal           | Lotto Soudal           | Lotto Soudal           |
| N°                   | Ciclista               | Clas.                | N°                                 | Ciclista                           | Clas.                              | N°                     | Ciclista               | Clas.                  |
| 181                  | Wout Van Aert          | 1°                   | 191                                | Dimitri Claeys                     | 39°                                | 201                    | Victor Campenaerts     | 31°                    |
| 182                  | Koen Bouwman           | R                    | 192                                | Biniam Girmay                      | 6°                                 | 202                    | Jasper De Buyst        | 17°                    |
| 183                  | Pascal Eenkhoorn       | 137°                 | 193                                | Hugo Page                          | 59°                                | 203                    | Arnaud De Lie          | 4°                     |
| 184                  | David Dekker           | R                    | 194                                | Andrea Pasqualon                   | 60°                                | 204                    | Philippe Gilbert       | 18°                    |
| 185                  | Timo Roosen            | 133°                 | 195                                | Tom Devriendt                      | 102°                               | 205                    | Brent Van Moer         | 78°                    |
| 186                  | Lennard Hofstede       | R                    | 196                                | Baptiste Planckaert                | 111°                               | 206                    | Florian Vermeersch     | 94°                    |
| 187                  | N. Van Hooydonck       | R                    | 197                                | Loïc Vliegen                       | 45°                                | 207                    | Frederik Frison        | 79°                    |
| Bardiani-CSF-Faizanè | Bardiani-CSF-Faizanè   | Bardiani-CSF-Faizanè | Bingoal Pauwels Sauces WB          | Bingoal Pauwels Sauces WB          | Bingoal Pauwels Sauces WB          | Uno-X Pro Cycling Team | Uno-X Pro Cycling Team | Uno-X Pro Cycling Team |
| N°                   | Ciclista               | Clas.                | N°                                 | Ciclista                           | Clas.                              | N°                     | Ciclista               | Clas.                  |
| 211                  | Filippo Zana           | 119°                 | 221                                | Louis Blouwe                       | 55°                                | 231                    | Rasmus Tiller          | 121°                   |
| 213                  | Filippo Fiorelli       | 5°                   | 222                                | Johan Meens                        | 71°                                | 232                    | Anders Skaarseth       | 130°                   |
| 214                  | Davide Gabburo         | 61°                  | 223                                | Kenny Molly                        | 110°                               | 233                    | Fredrik Dversnes       | 69°                    |
| 215                  | Sacha Modolo           | 62°                  | 224                                | Tom Paquot                         | R                                  | 234                    | Martin Urianstad       | 22°                    |
| 216                  | Alessandro Tonelli     | 81°                  | 225                                | Marco Tizza                        | 24°                                | 235                    | Syver Wærsted          | R                      |
| 217                  | Samuele Zoccarato      | 32°                  | 226                                | Attilio Viviani                    | 112°                               | 236                    | Jonas Abrahamsen       | 95°                    |
|                      |                        |                      | 227                                | Tom Wirtgen                        | R                                  | 237                    | Erik Resell            | 104°                   |